# Spiranthes delitescens
Spiranthes delitescens är en orkidéart som beskrevs av Charles John Sheviak. Spiranthes delitescens ingår i släktet skruvaxsläktet, och familjen orkidéer. Inga underarter finns listade i Catalogue of Life.